# 박혜미
박혜미(1995년 4월 13일 ~ )는 대한민국의 농구 선수이다. 한국여자프로농구(WKBL) 아산 우리은행 우리WON 소속으로 포지션은 파워 포워드이다.

## 경력
2013년 11월에 열린 2014 WKBL 신입선수 선발회에서 1라운드 전체 3순위로 인천 신한은행 에스버드에 지명되었다.
2017-18 시즌 종료 후 코트를 떠나게 되었다가 2019년 1월 24일 강계리와의 트레이드로 용인 삼성생명 블루밍스 유니폼을 갈아입게 되었다. 다만, 기존 신한은행에서 임의탈퇴한 관계로 2019-20 시즌 중 복귀 가능하다. 그러나, 삼성으로 이적 후 2019-20 시즌은 출전 기회를 받지 못했다.
2021년 11월 14일 우리은행과 홈경기에서 15득점 커리어하이를 이끌었다.
2022년 박신자컵 우승으로 활약했으며 결승전에는 16득점 11리바 더블더블을 기록하며 수훈 활약을 했다.
비록 이해란에게 밀려 MVP를 받지 못했지만 스크린을 통한 득점 루트 확보 및 궂은 일을 도맡으며 경기 내용 내에서는 팀의 우승을 위해 큰 기여를 했다고 평가 받고 있으며 2022-23 정규리그 시즌이 기대된다.
2023-24 종료 후 FA얻어 아산 우리은행 우리WON으로 계약 3년에 연봉 9천만원에 유니폼을 갈아입게 되었다.